# Arabidopsis
Arabidopsis là chi thực vật có hoa trong họ Cải.

## Danh sách loài
- Arabidopsis arenosa
  - Arabidopsis arenosa subsp. borbasii
- Arabidopsis cebennensis
- Arabidopsis croatica
- Arabidopsis halleri
  - Arabidopsis halleri subsp. gemmifera
  - Arabidopsis halleri subsp. ovirensis
- Arabidopsis lyrata
  - Arabidopsis lyrata subsp. kamchatica
  - Arabidopsis lyrata subsp. petraea
- Arabidopsis neglecta
- Arabidopsis pedemontana
- Arabidopsis suecica
- Arabidopsis rupicola
- Arabidopsis thaliana
  - Arabidopsis thaliana var. apetala
- Arabidopsis tibetica

## Các loài đã chuyển đi
- Arabidopsis bactriana = Dielsiocharis bactriana
- Arabidopsis brevicaulis = Crucihimalaya himalaica
- Arabidopsis bursifolia = Beringia bursifolia
  - Arabidopsis bursifolia var. beringensis
- Arabidopsis campestris = Crucihimalaya wallichii
- Arabidopsis drassiana =
- Arabidopsis dentata = Murbeckiella pinnatifida
- Arabidopsis erysimoides = Erysimum hedgeanum
- Arabidopsis eseptata = Olimarabidopsis umbrosa
- Arabidopsis gamosepala = Neotorularia gamosepala
- Arabidopsis glauca = Thellungiella salsuginea
- Arabidopsis griffithiana = Olimarabidopsis pumila
- Arabidopsis himalaica = Crucihimalaya himalaica
- Arabidopsis huetii = Murbeckiella huetii
- Arabidopsis kneuckeri = Crucihimalaya kneuckeri
- Arabidopsis korshinskyi = Olimarabidopsis cabulica
- Arabidopsis lasiocarpa = Crucihimalaya lasiocarpa
  - Arabidopsis lasiocarpa var. micrantha
- Arabidopsis minutiflora = Ianhedgea minutiflora
- Arabidopsis mollis = Beringia bursifolia
- Arabidopsis mollissima = Crucihimalaya mollissima
  - Arabidopsis mollissima var. glaberrima
- Arabidopsis monachorum = Crucihimalaya lasiocarpa
- Arabidopsis mongolica = Crucihimalaya mongolica
- Arabidopsis multicaulis = Arabis tibetica
- Arabidopsis novae-anglicae = Neotorularia humilis
- Arabidopsis nuda = Drabopsis nuda
- Arabidopsis ovczinnikovii = Crucihimalaya mollissima
- Arabidopsis parvula = Thellungiella parvula
- Arabidopsis pinnatifida = Murbeckiella pinnatifida
- Arabidopsis pumila = Olimarabidopsis pumila
  - Arabidopsis pumila var. foliosa
  - Arabidopsis pumila var. griffithiana
- Arabidopsis qiranica = Sisymbriopsis mollipila
- Arabidopsis richardsonii = Neotorularia humilis
- Arabidopsis russeliana = Crucihimalaya wallichii
- Arabidopsis salsugineum = Eutrema salsugineum
- Arabidopsis sarbalica = Crucihimalaya wallichii
- Arabidopsis schimperi = Robeschia schimperi
- Arabidopsis stenocarpa = Beringia bursifolia
- Arabidopsis stewartiana = Olimarabidopsis pumila
- Arabidopsis stricta = Crucihimalaya stricta
- Arabidopsis taraxacifolia = Crucihimalaya wallichii
- Arabidopsis tenuisiliqua = Arabis tenuisiliqua
- Arabidopsis tibetica = Arabis tibetica
- Arabidopsis tibetica = Crucihimalaya himalaica
- Arabidopsis toxophylla = Pseudoarabidopsis toxophylla
- Arabidopsis trichocarpa = Neotorularia humilis
- Arabidopsis trichopoda = Beringia bursifolia
- Arabidopsis tschuktschorum = Beringia bursifolia
- Arabidopsis tuemurnica = Neotorularia humilis
- Arabidopsis verna = Drabopsis nuda
- Arabidopsis virgata = Beringia bursifolia
- Arabidopsis wallichii = Crucihimalaya wallichii
- Arabidopsis yadungensis =